# بيتر فاكلاف
بيتر فاكلاف (بالتشيكية: Petr Václav)‏ هو مخرج تشيكي، ولد في 11 يونيو 1967 في براغ في التشيك.

## وصلات خارجية
- بيتر فاكلاف على موقع IMDb (الإنجليزية)
- بيتر فاكلاف على موقع ألو سيني (الفرنسية)
- بيتر فاكلاف على موقع أول موفي (الإنجليزية)
- بيتر فاكلاف على موقع قاعدة بيانات الفيلم (الإنجليزية)
- بيتر فاكلاف على موقع كينوبويسك (الروسية)